# 李翊煌
李翊煌（1850年—1917年），江西臨川縣（今江西省撫州市）人，清朝政治人物，進士出身。
光緒十二年（1886年），登丙戌科進士，同年五月，以主事分部學習籤分工部虞衡司行走。光緒二十三年，報捐同知指省河南試用。后以知府歸原省補用。光緒二十四年，以道員用分發河南補用知府。民國初隱居上海。與陳三立有交往。